# جيمس أكتون
جيمس أكتون (بالإنجليزية: James Acton)‏ (11 أكتوبر 1848 في المملكة المتحدة - 22 أغسطس 1924 بريدنغ في المملكة المتحدة) هو لاعب كريكت بريطاني (وحمل سابقاً جنسية المملكة المتحدة لبريطانيا العظمى وأيرلندا). لعب مع نادي مقاطعة هامبشاير للكريكت ‏.

## وصلات خارجية
- جيمس أكتون على موقع إي آس بي آن كريك إنفو (الإنجليزية)